# Anton Brunner (Widerstandskämpfer)
Anton Brunner (* 29. Mai 1923 in Emmersdorf an der Donau, Niederösterreich; † 4. August 1999 in Furth bei Göttweig) war ein österreichischer Geistlicher und Widerstandskämpfer im Dritten Reich.

## Leben
Brunner besuchte zuerst das Stiftsgymnasium Melk, das jedoch 1938 geschlossen wurde. Nach dem Anschluss Österreichs an das Deutsche Reich verfasste er als 15-Jähriger Flugblätter, in denen er die Menschen aufforderte, „ihren Glauben nicht zu vergessen“, und warf sie aus dem Zug. Im Mai 1938 wurde er deshalb in Krems verhaftet, seinen 16. Geburtstag verbrachte er im Gefängnis. 1940 wurde er von sämtlichen Schulen des Reichsgaus Niederdonau ausgeschlossen. Daraufhin erhielt er in St. Pölten Privatunterricht und kam in diesem Zusammenhang in Kontakt mit Domkaplan Franz König.
Das Mittelschulstudium konnte Brunner später in Wien fortsetzen, wo sich in seiner Klasse abermals eine Widerstandsgruppe bildete. Die Schüler verteilen Flugblätter mit der Aufschrift: „Wie lange noch wollt ihr, dass man fremde Länder überfällt?“. Am 19. Jänner 1942 wurden zwei seiner Mitschüler und tags drauf er selbst verhaftet. Am 28. August 1942 wurde er wegen „Feindbegünstigung“ und „Vorbereitung zum Hochverrat“ zum Tode verurteilt. Daraufhin kam er für sieben Monate in die Todeszelle und zweimal pro Woche erschien das Exekutionskommando.
Am 15. März 1943 wurde er begnadigt und seine Strafe auf fünf Jahre Haft heruntergesetzt. Er kam in das Jugendgefängnis Kaiserebersdorf. 1944 wurde er in eine Strafkompanie der Wehrmacht überstellt. Nach Kriegsgefangenschaft in Frankreich kehrte er 1946 nach Hause zurück. 1950 empfing er die Priesterweihe. 1956 bis 1987 übernahm er die Betreuung der Gefangenen in der Justizanstalt Stein, daraufhin war er bis 1995 Pfarrer von Imbach.

## Ehrungen

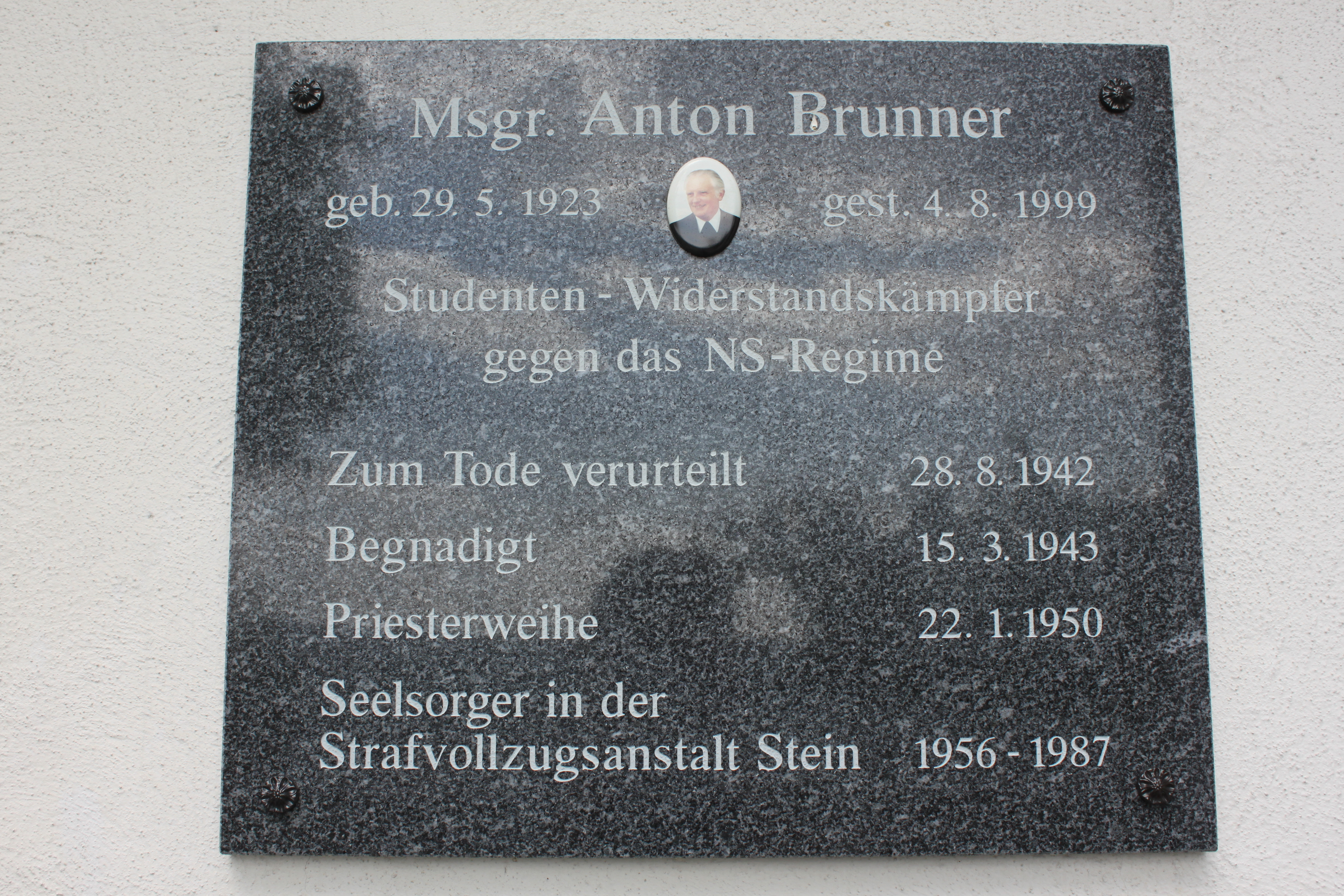
Gedenktafel bei der Einsegnungskapelle in Emmersdorf an der Donau

- Ehrenzeichen für Verdienste um die Befreiung Österreichs 1979
- Ernennung zum Kaplan Seiner Heiligkeit 1979
- Verleihung des Titels Wirklicher Hofrat 1982
- Großes Ehrenzeichen für Verdienste um die Republik Österreich (1952) 1985
- Silbernes Marktwappen der Gemeinde Furth bei Göttweig 1996